# Clean
Clean és un llenguatge de programació funcional pur, de semàntica no estricta (avaluació tardana: les expressions s'avaluen només quan se'n demana el valor), desenvolupat a la universitat Radboud de Nimega, Països Baixos.

## Descripció
Clean és un dels llenguatges de programació funcional que més optimitza la velocitat i l'espai. Clean admet l'avaluació estricta (primerenca) ocasionalment per optimitzar l'execució, mitjançant anotacions específiques d'estrictesa (avaluació primerenca) i allotjament directe. Disposa de tipus d'unicitat per modelar els efectes laterals.
Els treballs en el llenguatge Clean van començar el 1984, com a part del projecte "parallel reduction machine". La primera versió es va posar en marxa el 1987
Va tenir una gran influència en Haskell, que més tard va influenciar Clean.

## Programa Hola Món
Avaluació d'expressions a partir de la funció principal Start
- anomenat mode consola

```
 
/*
 

 
fitxer
 
prova
.
icl

 
*/

 
module
 
prova

 
import
 
StdEnv
 

 
Start
::
 
String

 
Start
 
=
 
"Hola Món!"

```

- Operació sobre fitxers (en aquest cas stdin, stdout)
- anomenat mode World
- amb clàusules where, caldrà individualitzar les variables que designen els diferents estats de l'entorn.

```
 
/*
 
Alternativa
 
en
 
''
mode
 
World''
,
 

 
caldrà
 
individualitzar
 
les
 
variables
 
que
 
comporten
 
estat
 
(
ex
.:
 
world
,
 
console
)
 

 
*/

 
Start
::
 
*
World
 
->
 
*
World

 
Start
 
world1
 
=
 
world3

 
where

 
(
console1
,
 
world2
)
 
=
 
stdio
 
world1
 
//
 
''
stdio''
 
obre
 
consola
 
per
 
llegir
 
i
 
escriure
<
ref
>
[
http
://
clean
.
cs
.
ru
.
nl
/
Download
/
Download_Libraries
/
Std_Env
/
StdFile
/
stdfile
.
html
 
StdFile
 
-
 
stdio
 
obre
 
la
 
cònsola
 
per
 
llegir
 
i
 
escriure
]
</
ref
>

 
console2
 
=
 
fwrites
 
"Hola món!
\n
"
 
console1
 
//
 
escriu

 
(
ok
,
 
world3
)
 
=
 
fclose
 
console2
 
world2
 
//
 
tanca

```

- mode World amb clàusules let-before d'avaluació tardana designades per '#'
- les clàusules let-before s'executen abans de l'encaix de patrons
- aquí són d'exec. tardana i constitueixen una seqüència similar als blocs monàdics del Haskell
- no caldrà individualitzar les variables que comporten estat (console, world) perquè els àmbits de visibilitat tapen els estats anteriors de les variables.

```
 
/*
 
Equivalent
 
a
 
l'anterior
 
amb
 
clàusules
 
#
 
''
let
-
before''

 
i
 
àmbits
 
de
 
visibilitat
 
de
 
variables
 
inclosos
 
successivament

 
*
 
els
 
àmbits
 
de
 
visibilitat
 
taparan
 
les
 
variables
 
anteriors
 

 
del
 
mateix
 
nom
 
corresponents
 
a
 
estats
 
anteriors

 
*/

 
Start
::
 
*
World
 
->
 
*
World

 
Start
 
world
 

 
#
 
(
console
,
 
world
)
 
=
 
stdio
 
world
 
//
 
obre
 
consola
 
stdio
;
 
àmbit
 
més
 
extern

 
#
 
console
 
=
 
fwrites
 
"Hola món!
\n
"
 
console
 
//
 
àmbit
 
intermedi

 
#
 
(
ok
,
 
world
)
=
 
fclose
 
console
 
world
 
//
 
àmbit
 
més
 
intern
 

 
=
 
world
 
//
 
crida
 
al
 
darrer
 
''
world''
,

```

### A l'entornLinux
Desempaquetar el paquet de codi nadiu, llegir README, i fer make, que instal·la al directori actual
```
CLEAN_HOME
=
/camí/al/vostre/clean

export
 
PATH
=
$CLEAN_HOME
/bin:
$PATH

export
 
CLEANPATH
=
$CLEAN_HOME
/lib/stdenv

# cd al dir. de prova.icl

clm
 
prova
 
-o
 
prova
./prova

```

dona la sortida
```
"Hola Món!"
Execution: 0.00 Garbage collection: 0.00 Total: 0.00
```

### A l'entorn Windows
Clean porta un entorn de desenvolupament IDE propi per a Windows no suportat inicialment per al Linux.
No porta instal·lador. Desempaquetes a la carpeta escollida i executes el CleanIDE.exe

## Característiques

### Sintaxi
blocs delimitats pel sagnat (marge esquerre de les línies d'instruccions)

#### Comentaris
```
// comentari fins a fi de línia
```

```
/* 
comentari multi-línia
/* 
comentari niuat
*/
*/
```

### Tipus

#### Tipus bàsics
```
Bool
[
4
]

ops: not == && ||
```

```
Int
[
5
]

ops: == < 
```

```
Real
[
6
]
```

```
Char
[
7
]
```

#### Atributs: Unicitat en el tipus
Vegeu al manual el capítol Uniqueness typing.
Un tipus amb exigència d'unicitat (*Tipus) admet només referències úniques (una sola còpia) a estructures, a fi i efecte d'assegurar que no s'estigui accedint a l'estructura des d'un altre fil d'execució, i poder fer actualitzacions destructives in situ amb seguretat.
```
*Tipus // tipus amb atribut positiu d'unicitat (exigeix referència única)
```

relació de subtipus en unicitatPassar una referència única a un paràmetre de funció que no requereixi unicitat és segur, però no a l'inrevés. Això estableix una relació de subtipus "únic subtipus de no-únic" que afavorirà que el compilador asseguri aquest aspecte estàticament, i que el manual representa així:
```
únic <= no-únic // únic subtipus (més específic) de no-únic
```

restriccions d'unicitatEn una declaració de tipus de funció, es pot acompanyar els tipus amb variables d'atribut d'unicitat, i afegir com a restricció (exemple: "[w <= x, ...]"), les relacions de subtipus que cal que compleixin els atributs d'unicitat de les variables.
```
v:Tipus // tipus amb variable d'atribut d'unicitat (pot avaluar a: únic / no-únic) 
// per a ser especificat en les clàusules de restriccions
```

```
v <= w i w == únic implica v == únic
v <= w i v == no-únic implica w == no-únic
```

```
append :: v:[u:a] w:[u:a] -> x:[u:a], [v<=u, w<=u, x<=u, w<=x]
```

```
// si els elem. 
a
 són únics, v, w i x també ho han de ser
// w <= x expressa que la unicitat del resultat depèn només de la del segon paràmetre.
```

atribut d'unicitat anònimPer fer els tipus més llegibles podem obviar les variables d'atribut d'unicitat que no intervenen en les restriccions amb un punt indicant variable irrellevant, anomenada anònima
```
.Tipus // tipus amb variable d'atribut d'unicitat 
anònima

// obviable perquè no intervé en les clàusules de restriccions
```

Clean permet obviar les variables i restriccions derivables de les propietats de propagació. L'anterior declaració d'append es pot escriure:
```
append :: [u:a] w:[u:a] -> x:[u:a], [w<=x]
```

per fer-ho més llegible:
```
append :: [.a] w:[.a] -> x:[.a], [w<=x]
```

#### Altres atributs dels tipus
segons prefix amb els símbols '#', '!', sense i '|'
```
#Tipus // tipus 
unboxed
 (amb allotjament directe del valor) 
// altrament contindria un punter al descriptor del valor
```

```
!Tipus // tipus amb avaluació estricta (primerenca)
```

```
Tipus // sense les marques '!#': avaluació tardana (ang:
lazy
)
```

```
|Tipus // 
overloaded
: admet valors amb qualsevol atribut 
unboxed
, 
estrictes
 o 
tardans
 (ang.:lazy)
```

#### Tipus compostos
```
:: ConstructorA Tipus_A Tipus_B .. // tipus producte
```

```
:: ConstructorA Tipus_A Tipus_B .. | ConstructorB TipusC TipusD .. | .. // unió etiquetada (tipus suma)
```

```
:: (Tipus_A, Tipus_B) // Tupla
[
8
]
```

```
:: { numerador :: Int, denominador :: Int } // Registre
```

```
:: [Tipus] // Llista
[
9
]
```

```
:: {Tipus} // Vector (ang:
Array
)
[
10
]
```

```
:: [! Tipus ] // Llista amb avaluació estricta al cap
:: [ Tipus !] // Llista amb avaluació estricta de la cua
:: [! Tipus !] // Llista amb avaluació estricta al cap i a la cua
```

#### lligams de tipus
```
:: Complex // tipus abstracte
```

```
// sinònim o àlies de tipus // :: nom :== expressió_de_tipus
```

```
:: Complex :== (!Real, !Real) 
:: String :== {#Char} // vector de caràcters 
unboxed
 (amb allotjament directe)
```

```
// definició de tipus (=) (amb variables de tipus, cas de minúscules)
```

```
:: Llista a = Nil | Cons a (Llista a) // (recursiva en aquest cas)
```

#### Enumeracions
```
:: TDia = Dl | Dm | Dc | Dj | Dv | Ds | Dg
```

### Expressions

#### Macros (:==)
Substitució de codi
```
Negre :== 1
Blanc :== 0
```

#### (=:) a nivell global
Expressions constants (grafs en termes de Clean) a nivell global per a ser avaluades un sol cop.
```
quad :: Int
quad =: expressio * 4
```

#### (=>) a tots els nivells i (=) a nivell global
indica funció constant o en termes de Clean "regla de reescriure grafs" (ang.: rewrite rule)

#### Funcions
En termes de Clean les funcions són estratègies de reducció dels grafs.
```
// la fletxa -> separa els paràmetres del resultat
```

```
suma :: Int Int -> Int
suma x y = x + y
```

polimòrfiques
```
// després de '|' hi ha els requeriments de context per a les variables de tipus 
```

```
suma_i_decrement :: a a -> a | +,- a // | requeriment que, en el context d'ús, 
// existeixi una instància visible de (+) i (-) per al tipus 
a

suma_i_decrement x y = x + y - 1
```

#### Funcions d'ordre superior
```
aplica2cops :: (t -> t) t -> t
aplica2cops f x = f (f x)
```

#### Guardes
```
sign x | x < 0 = -1
| x == 0 = 0
| otherwise = 1
```

#### definicions locals
estil declaratiu (ús abans de la definició, clàusula where)
```
arrels a b c = [ (~b + s)/d
```

, (~b - s)/d
```
]
where
s = sqrt (b*b - 4.0*a*c)
d = 2.0*a
```

estil imperatiu (definició abans de l'ús) amb àmbits successius (clàusula let ... in)
```
arrels a b c = let
s = sqrt (b*b - 4.0*a*c)
d = 2.0*a
```

```
in [ (~b + s)/d
```

, (~b - s)/d
```
]
```

#### clàusules let-before
S'executen abans de l'encaix de patrons en les definicions de funcions.
No permeten definir funcions internes.
Vegeu #Programa Hola Món més amunt.
```
# selector = expressió // amb #, "let-before" d'execució tardana (ang:lazy)
```

```
#! selector = expressió // amb #!, "let-before" estricte (exec. primerenca)
```

#### patrons
```
suma_llista :: [Int] -> Int
suma_llista [] = 0
suma_llista [cap : cua] = cap + suma_llista cua
```

#### alternatives
```
case 
expressió
 of

patró
 | 
guarda
 = 
expressió

patró
 | 
guarda
 = 
expressió
```

```
if 
expressió
 
expressió-then
 
expressió-else
```

#### funcions anònimes
ambdues formes valen
```
\ arg1 arg2 argN -> 
expressió
```

```
\ arg1 arg2 argN = 
expressió
```

#### Def. d'operadors
```
(!!) infixr 2 :: Bool Bool -> Bool
(!!) True False = False
(!!) True True = True
(!!) False _ = False
```

#### Excepcions
El manual no en parla.

#### Llista per comprensió
```
expr1 = [(x,y) \\ x <- (0..2), y <- (0..2) | x >= y]
```

```
// torna [(0,0), (1,0), (1,1), (2,0), (2,1), (2,2)]
```

```
expr2 = [(x,y) \\ x <- (0..3) & y <- (0..2)]
```

```
// torna [(0,0), (1,1), (2,2)]
```

### Classes de tipus
```
class Arith a
where
(+) infixl 6 :: a a -> a
(-) infixl 6 :: a a -> a
```

```
// versions d'operadors sobrecarregats (+) (-) en termes d'operadors específics del tipus
```

```
instance Arith Int
where
(+) :: Int Int -> Int
(+) x y = x +^ y
```

```
(-) :: Int Int -> Int
(-) x y = x -^ y
```

```
instance Arith Real
where
(+) x y = x +. y
(-) x y = x -. y
```

#### amb operacions derivades
```
class Eq a
where
(==) infix 2 :: a a -> Bool
```

```
// desigual
(<>) infix 2 :: a a -> Bool | Eq a // `|` introdueix el requeriment de context 
(<>) x y :== not (x == y) // 
:==
 (definició com a macro)
```

#### exportant tipus
al fitxer d'interfície (.dcl) amb la clàusula definition module
```
definition module example
```

```
class Eq a 
where
(==) infix 2 :: a a -> Bool
```

```
// 
special
 genera versions especialitzades d'operacions sobrecarregades per millorar-ne el rendiment
```

```
instance Eq [a] | Eq a // `|` introdueix requeriments de context, cal una instància visible de Eq 
// per al tipus que prengui `a` en el context d'ús de les operacions de (Eq [a]).
```

```
special a = Int // genera codi especialitzat (no genèric) per als tipus que s'esmenten
a = Real 
```

```
instance Eq a
```

### Mòduls

#### d'implementació
amb extensió ".icl"
```
[implementation] module 
nom_del_mòdul
 where
...
import StdEnv, ...
...
```

#### d'interfície
amb extensió ".dcl"
Cal copiar-hi les declaracions de tipus de la implementació que vulguem exportar
```
definition module 
nom_del_mòdul
 where
```

```
especificacions exportades
```

### Biblioteques
Biblioteca estàndard i altres

### Eines
- Entorn de desenvolupament IDE[12]

### extensions dels fitxers
.iclmòdul d'implementació
.dclmòdul d'interfície (de definició d'especificacions exportades)
.abccodi intermedi (bytecode)